# 예브게니 코로빈
예브게니 알렉산드로비치 코로빈(러시아어: Евге́ний Алекса́ндрович Коро́вин, 1892년 10월 12일 ~ 1964년 11월 23일)은 소비에트 연방의 변호사, 국제법학자이다. 그는 또한 저명한 초기 우주법학자이자 소련 과학 아카데미 법학연구소의 소장이었다.
코로빈은 1915년 모스크바 국립 대학교 법학과를 졸업하고 1923년 같은 대학의 법학 교수가 되었다. 1938년 미국에서 LLD 학위를 받았고, 1957년에는 헤이그의 상설중재법원의 위원으로서 활동하였다. 1964년 72세의 나이로 사망한 코로빈은 노보데비치 수녀원 근처 묘지에 묻혔다. 1945년 노동적기훈장을, 1954년 레닌 훈장을 받았다.
또한 코로빈은 혁명 이후 1927년까지는 서방에 대한 소련의 거의 유일한 창구였던 소련 적십자 중앙위원회에서 대외관계 업무를 맡았으며, 이후 1951년에는 과학 아카데미의 법학연구소장을 역임하였고 1958년 소련 국제법학회가 창설되자 그 부회장을 맡기도 하였다.

## 국제법
1924년 저서 《과도기 국제법 Международное право переходного времени》을 학계에 발표했다. 139쪽의 소책자로 구성된 이 책에서 코로빈은 "사회가 있는 곳에 법이 있다"라는 명제를 채택함으로써 종래 계급과 법을 연결짓던 마르크스주의의 법학에 대한 관점에서 탈피하는 시각을 보였다. 이는 당시 소비에트 연방과 자본주의 국가 사이 관계를 규율하는 성격을 갖고 있던 국제법의 양상을 설명하기 위한 과도기적인 이론으로서 등장한 것이었다. 코로빈은 또한 소비에트와 자본주의 국가 사이의 과도기 국제법뿐 아니라 유럽의 강대국들 사이에 존재하는 현대국제법, 유럽과 독립적으로 존재하는 아메리카 국제법, 소수 민족과 식민지 등에 관한 국제법 제도 등 다양한 국제법 체계들이 존재한다는 다원론적 입장을 취하였다.

## 비판
코로빈의 예견에 따르면 과도기 국제법은 부르주아 사회의 붕괴에 따라 소비에트 사이를 규율하는 법으로 변모하며 그 후 국제법은 소멸되는 과정을 거친다. 이 같은 코로빈의 예언은 혁명을 거치지 않는 소비에트 사이의 법을 상정하는 것은 기회주의적이라는 비판을 받는 한편, 반대로 급진적인 모험주의적 발상이라는 비판을 동시에 받게 되었다.
좌파적 이론가였던 코제브니코프(러시아어: Фёдор Ива́нович Коже́вников)는 "소련 법학전선에 있어서 가장 뒤떨어진 분야에 관하여"라는 글에서 코로빈에 대해 "형식과 내용의 변증법적 종합을 이해하지 못하고 부르주아적인 세계관의 방법론으로써 이를 분리하여 바라보고 있다"라고 하는 방법론상의 비판을 가하였다. 더불어 소련과 자본주의 세계를 규율하는 안정된 법 체계의 존재를 부인하고 이에 과도기에 등장하는 우발적 요소들을 지속적 요소로부터 구별해내지 못한 결함이 있다고 지적하였다.
이러한 소련 내부의 비판에 코로빈은 1935년 자신의 저술에 대해 공개적으로 자아비판하며 이론적 오류를 시인하였다.